# Drago Vinko Gojanovic Arias
Drago Vinko Gojanovic Arias (1950 - 12 de setembre de 1973) fou un militant comunista xilè d'origen croat assassinat per agents de la dictadura de Pinochet el 12 de setembre de 1973.

## Biografia
Nascut l'any 1950, fins a l'11 de setembre de 1973 treballava com a xofer de l'ambaixada de la República Democràtica Alemanya a Santiago de Xile. El dia del cop d'estat fou un dels pocs en defensar la primera dama de la nació, la senyora Hortènsia Bussi, de l'atac i bombardeig que estaven perpetrant l'exèrcit i les forces aèries de Xile contra la residència del president Salvador Allende, a l'avinguda Tomás Moro a la comuna de Las Condes.
Fou detingut el 12 de setembre de 1973 per una patrulla militar a casa dels seus pares, sent traslladat posteriorment a casa seva, finalment fou portat a una ubicació desconeguda on va ser executat sense cap mena de procés judicial. El seu cos fou llançat pels militars en la intersecció de l'avinguda Tabancura i l'avinguda Kennedy de la capital xilena.